# Eixo de rotação

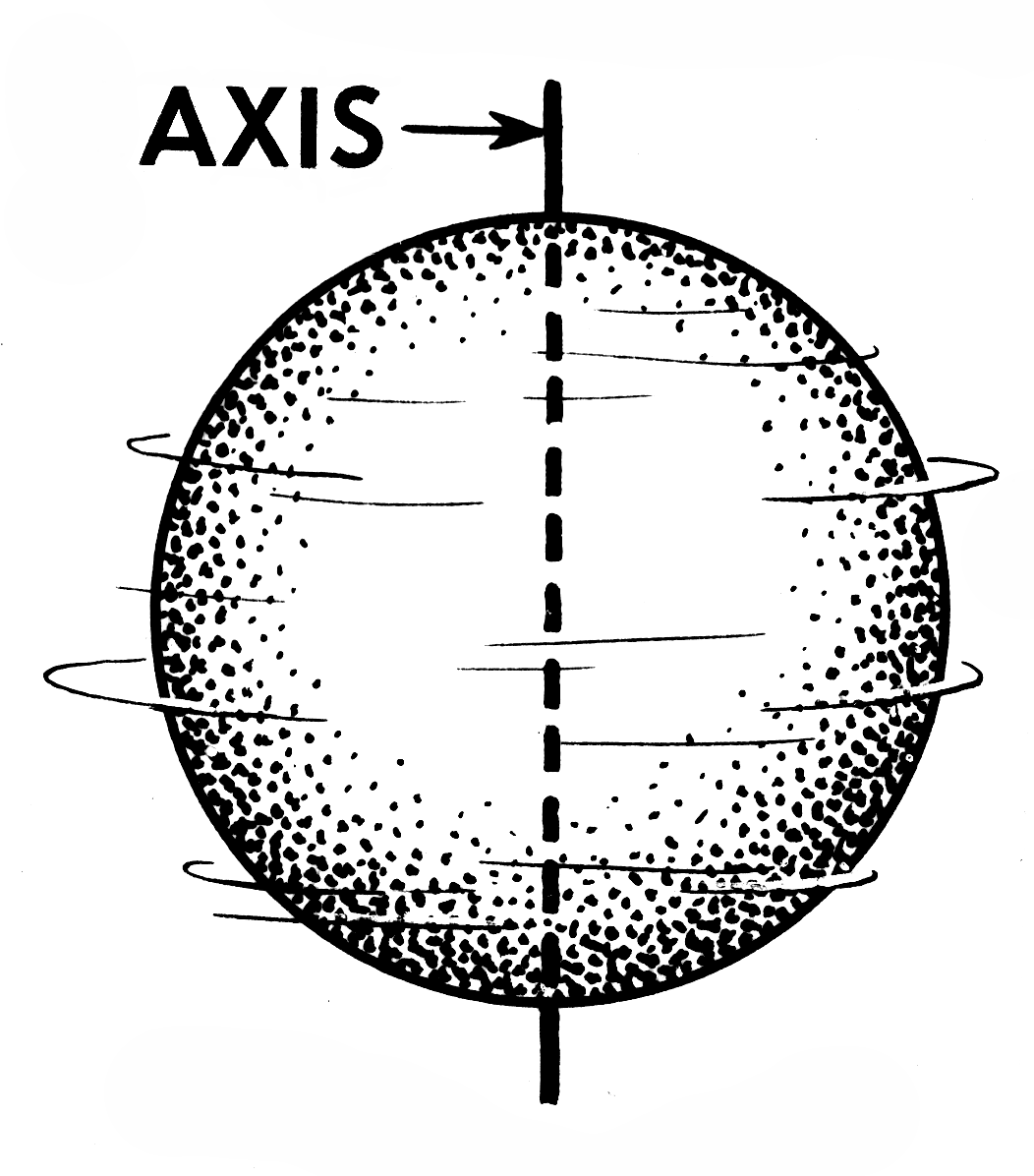
Esquema denotando um eixo de rotação de uma esfera.

Eixo de rotação é o eixo (material ou não) em volta do qual se realiza um movimento de um corpo, o qual tem em cada ponto seu a mesma velocidade angular. O eixo é geralmente representado por uma reta espacial.